# Milada Paulová
Milada Paulová (ur. 2 listopada 1891, zm. 17 stycznia 1970 w Pradze) – czeska historyk, bizantynolog.
Absolwentka Wydziału Filozoficznego Uniwersytetu Karola w Pradze. W 1935 roku została mianowana profesorem nadzwyczajnym. 28 października 1939 roku stała się została pierwszą kobietą profesorem w historii Czechosłowacji. Po II wojnie światowej jej badania koncentrowały się przede wszystkim na Bizancjum. Była uczennicą Jaroslava Bidlo.

## Wybrane publikacje
- Jugoslavenski odbor. Povijest jugoslavenské emigracije za svjetskog rata od 1914-1918
- Kongres potlačených národností Rakouska-Uherska v Římě roku 1918, Jihoslovanský odboj a česká Maffie (díl 1), Masaryk a Jihoslované, Dějiny Maffie: odboj Čechů a Jihoslovanů za světové války 1914–1918
- Tajný výbor Maffie a spolupráce s Jihoslovany v letech 1916–1918